# 哺乳聖母
《哺乳聖母》（義大利語：Madonna Litta）是李奧納多·達·文西在15世紀末期繪製的一幅蛋彩畫，以聖母哺育聖嬰為主題。意大利文藝復興時期有許多畫家仿照這幅作品進行創作。此畫現藏於俄羅斯聖彼得堡埃爾米塔日博物館。
畫中的哺乳場景可能常見於當時的意大利，即將胸部衣物打開一個缺口以提供乳汁。畫中聖母與聖子看起來都很健康，這或許指出了這種做法的有效性。 有些專家認為此畫並不是達文西單獨完成的，因為此畫的背景並不符合達文西的風格。不過達文西必定是其中的一員，至少從聖嬰的畫法上可以看出其達芬奇的身影。

## 外部連結
- Leonardo da Vinci: anatomical drawings from the Royal Library, Windsor Castle（页面存档备份，存于）, exhibition catalog fully online as PDF from The Metropolitan Museum of Art, which contains material on Madonna Litta (see index)

Template:李奧納多·達·文西